# Holmens museum
Holmens museum är ett museum beläget på Laxholmen i centrala Norrköping. Det grundades 1996.
I museet berättar veteraner från Holmens Pappersbruk om Holmens historia, visar handpapperstillverkning och maskiner från olika stadier i Holmens utveckling.